# 5399 Awa
5399 Awa este un asteroid din centura principală de asteroizi.

## Descriere
5399 Awa este un asteroid din centura principală de asteroizi. A fost descoperit pe 29 ianuarie 1989 la Tokushima de Masayuki Iwamoto și Takeshi Urata. El prezintă o orbită caracterizată de o semiaxă mare de 2,81 ua, o excentricitate de 0,19 și o înclinație de 3,7° în raport cu ecliptica.